# Acraspedon sulcipenne
Acraspedon sulcipenne är en skalbaggsart som beskrevs av Waterhouse 1881. Acraspedon sulcipenne ingår i släktet Acraspedon och familjen Rutelidae. Inga underarter finns listade i Catalogue of Life.